# Мело (город)
Мело (исп. Melo) — город на северо-востоке Уругвая, административный центр департамента Серро-Ларго.

## История
Мело был основан 27 июня 1795 года испанским офицером Агустином де ла Роса. Город был назван в честь испанского колониального политика Педро Мело де Португаль. Ввиду близкого расположения к португальским колониям в Бразилии, Мело несколько раз захватывался португальскими войсками (в 1801, 1811 и 1816 годах). После обретения Уругваем независимости город становится административным центром департамента Серро-Ларго.
Мело получил статус малого города (Villa) ещё до получения страной независимости. Получил статус города (Ciudad) 22 мая 1895 года в связи с постановлением № 2.3279.

## География и климат
Расположен в центральной части департамента, в 390 км от Монтевидео и в 60 км от границы с Бразилией, на пересечении шоссе № 7 и № 8. Абсолютная высота — 80 метров над уровнем моря. По западной окраине города протекает ручей Арройо-Конвентос (приток реки Такуари).
Климат характеризуется как влажный субтропический. Среднегодовая температура: 17°С, среднегодовой уровень осадков: 1241 мм. 14 июня 1967 года в Мело была зафиксирована рекордно низкая для Уругвая температура: — 11°С.

## Население
Население по данным на 2011 год составляет 51 830 человек.
| Год  | Население |
| ---- | --------- |
| 1908 | 12 355    |
| 1963 | 33 741    |
| 1975 | 38 487    |
| 1985 | 42 245    |
| 1996 | 46 883    |
| 2004 | 50 578    |
| 2011 | 51 830    |

Источник: Instituto Nacional de Estadística de Uruguay

## Известные личности
- Хуана де Ибарбуру — уругвайская поэтесса